# District de Jiao (Tongling)
Pour les articles homonymes, voir Jiao.
Le district de Jiao (郊区 ; pinyin : Jiāo Qū) est une subdivision administrative de la province de l'Anhui en Chine. Il est placé sous la juridiction de la ville-préfecture de Tongling.